# BEDO RAM
BEDO RAM to pamięć stanowiąca połączenie technik burst i EDO DRAM. Zamiast jednego adresu odczytywane są jednocześnie cztery. Na magistrali adresowej adres pojawia się tylko na początku cyklu odczytu, co wydatnie skraca średni czas dostępu.